# Поливяный, Виктор Витальевич
Ви́ктор Вита́льевич Поливя́ный (укр. Віктор Віталійович Поливяний; 19 марта 1982, Кременчуг — 1 сентября 2024, Харьковская область) — украинский военнослужащий, полковник, участник российско-украинской войны. Герой Украины (21 февраля 2025, посмертно).

## Биография
С сентября 2019 года по март 2024 года командовал 160-й зенитной ракетной бригадой.
Погиб в сентябре 2024 года во время выполнения боевого задания в Харьковской области. Похоронен на Аллее Славы в посёлке Авангард Одесской области.

## Награды
- Звание «Герой Украины» с удостоением ордена «Золотая Звезда» (21 февраля 2025, посмертно) — за личное мужество и героизм, проявленные в защите государственного суверенитета и территориальной целостности Украины, верность военной присяге[3].
- Орден Богдана Хмельницкого I степени (8 ноября 2023) — за личное мужество и высокий профессионализм, проявленные в защите государственного суверенитета и территориальной целостности Украины, верность военной присяге[4].
- Орден Богдана Хмельницкого II степени (2 марта 2023) — за личное мужество и высокий профессионализм, проявленные в защите государственного суверенитета и территориальной целостности Украины, верность военной присяге[5].
- Орден Богдана Хмельницкого III степени (7 июля 2022) — за личное мужество и высокий профессионализм, проявленные в защите государственного суверенитета и территориальной целостности Украины, верность военной присяге[6].
- Орден Данилы Галицкого (28 апреля 2022) — за личное мужество и самоотверженные действия, выявленные в защите государственного суверенитета и территориальной целостности Украины, верность военной присяге[7].